# Kayden Kross
Kayden Kross (Sacramento, California; 15 de septiembre de 1985) es una actriz pornográfica y directora estadounidense. También ha sido modelo bajo el nombre de Jenna Nikol.

## Primeros años
Kross nació y se crio en Sacramento, California. Creció en las colinas ubicadas entre y Placerville. Es de ascendencia sueca. Se ha descrito a sí misma como una "nerd" durante su época de estudiante de secundaria. Con tan solo 18 años empezó a trabajar como bailarina de estriptis en un local llamado Rick's Showgirls situado en Rancho Cordova, California, para ganar dinero y poder comprarse un poni. Posteriormente fue contactada por un agente que le proporcionó la oportunidad de modelar en revistas pornográficas como Penthouse, Hustler, Club o Swank.

## Carrera

### Como actriz pornográfica
En noviembre de 2006, su fama como modelo le sirvió para firmar con Vivid un contrato en exclusividad. Debutó en Kayden's first time (2007) rodando una escena junto a Manuel Ferrara. A esta película le sucederían otras como: Hard time, Be here now o Love life (donde rodó su primera escena interracial). Insatisfecha con la productora decidió no renovar el contrato a su finalización en noviembre de 2007.
Justo un mes después anunció su fichaje por Adam & Eve. Con esta compañía rodó títulos como Surrender of O (2008), Roller Dollz (2008) Flight Attendants (2009), Rawhide 2 (2009) o la multipremiadas en los AVN del 2010, 8th day. Tiger’s Wood, película en clave de comedia sobre el golfista Tiger Woods donde tiene el papel de Elin Nordegren, fue su último rodaje con la compañía.
En septiembre de 2008 fue elegida Pet del mes de la revista Penthouse.
Al concluir su contrato con Adam & Eve, Kross firmó un contrato de exclusividad con Digital Playground, el 1 de enero de 2010. Su primera película con la productora, titulada The Smiths, encabezó rápidamente las listas de ventas. Obtuvo el papel principal en su primera producción de gran presupuesto, Body Heat, al tercer mes de contrato. Ganó dos premios como mejor actriz por dicho papel. Se alejó temporalmente de los sets de grabación para dedicarse a su embarazo.

### Como escritora
Kross escribe regularmente columnas para publicaciones como Complex, XBIZ, además de escribir un blog para XCritic. También contribuyó en el sitio Timothy McSweeney's Internet Tendency, y su cuento titulado "Plank" apareció en la colección de cuentos Forty Stories: New Writing from Harper Perennial, publicada en 2012 como libro electrónico. En agosto de 2012 comenzó a escribir una autobiografía acerca de la industria pornográfica.

## Vida personal

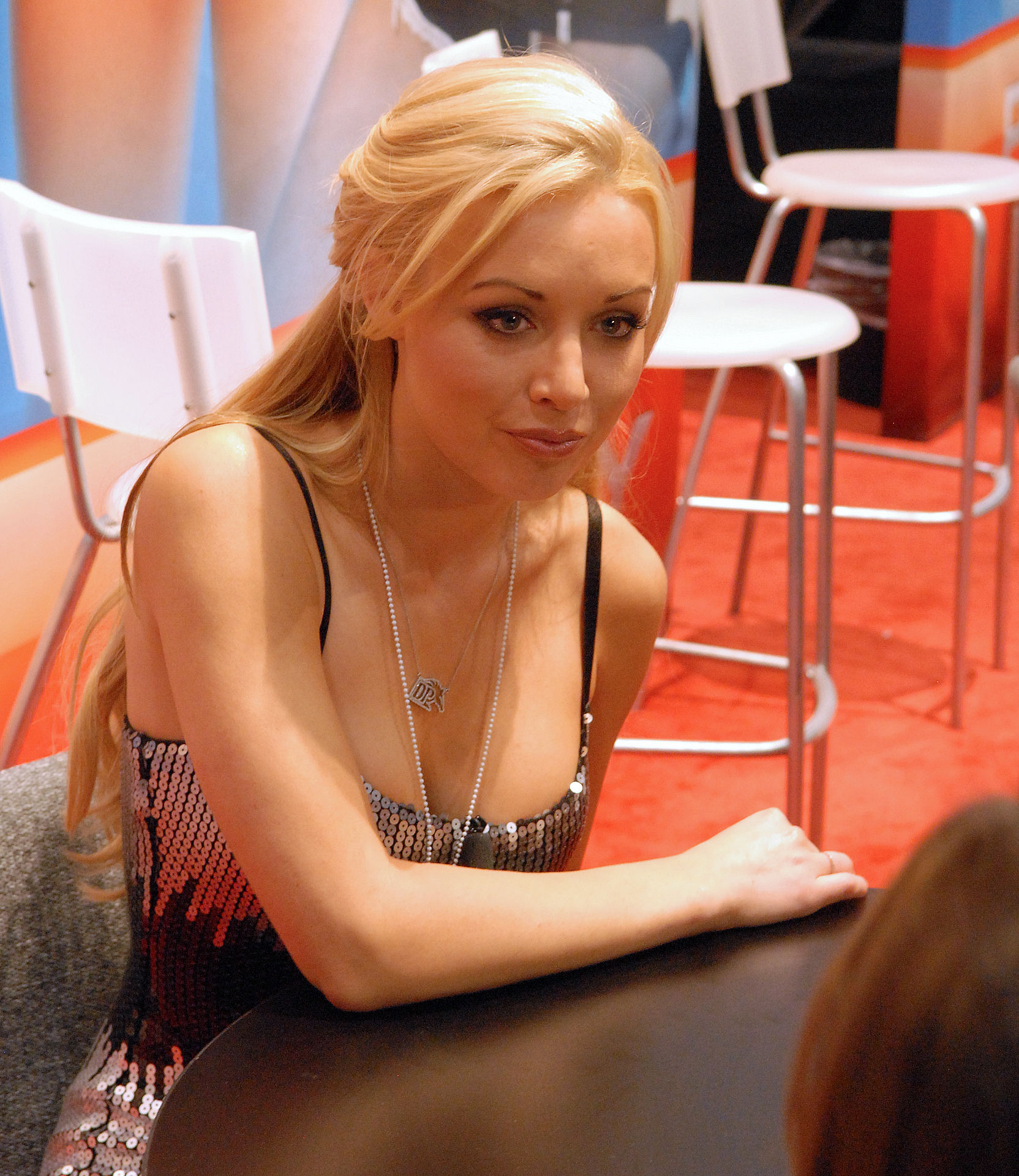
Kross en el Adult Entertainment Expo de 2010.

En octubre de 2008, Kross fue denunciada por robo mayor y violación del código civil de California, por presunta estafa hipotecaria a un veterano discapacitado y su familia.
En julio de 2009, el cargo del robo mayor fue desestimado, siendo reducido a un delito menor; Kross no refutó los cargos resultantes y fue sentenciada a un día de detención y tres años de libertad condicional. Culpó su participación en el hecho a su ingenuidad y a una estafa por parte de su corredor de propiedades y de su prestamista hipotecario.
Actualmente tiene una relación con el actor pornográfico Manuel Ferrara. El 6 de septiembre de 2013, anunció en su blog que está embarazada de Ferrara.

## Premios
| Premiación        | Año  | Resultado | Categoría                                          | Trabajo                         |
| ----------------- | ---- | --------- | -------------------------------------------------- | ------------------------------- |
| Adultcon          | 2007 | Nominada  | Top 20 de Actrices Adultas.                        | Top 20 de Actrices Adultas.     |
| Hot d'Or          | 2009 | Nominada  | Mejor Estrella Joven Americana.                    | Mejor Estrella Joven Americana. |
| Premio Venus      | 2010 | Nominada  | Mejor Actriz Internacional.                        | Mejor Actriz Internacional.     |
| Premio Erotixxx   | 2010 | Nominada  | Mejor Actriz de Estados Unidos.                    | Mejor Actriz de Estados Unidos. |
| Premio Nightmoves | 2010 | Nominada  | Mejor Intérprete Femenina (elección de los fans).  | —                               |
| Premio AVN        | 2011 | Nominada  | Mejor Escena de Sexo en Grupo de Chicas.           | Body Heat.                      |
| Premio AVN        | 2011 | Nominada  | Escena de Sexo Más Salvaje (elección de los fans). | Body Heat.                      |
| Premio XBIZ       | 2011 | Nominada  | Intérprete Femenina del Año                        | Body Heat.                      |
| Premio XBIZ       | 2013 | Nominada  | Mejor Escena de Sexo de Chicas                     | Mothers & Daughters.            |